# Beauregard-et-Bassac
Beauregard-et-Bassac (trong tiếng Occitan Beuregard e Bassac) là một xã của Pháp, nằm ở tỉnh Dordogne trong vùng Aquitaine của Pháp. Xã này có diện tích 12,02 km2, dân số năm 2006 là 269 người. Xã nằm ở khu vực có độ cao trung bình 125m trên mực nước biển.

## Thông tin nhân khẩu
| Năm    | 1962 | 1968 | 1975 | 1982 | 1990 | 1999 | 2006 |
| ------ | ---- | ---- | ---- | ---- | ---- | ---- | ---- |
| Dân số | 238  | 203  | 206  | 193  | 209  | 197  | 269  |